# Пол Атрейдес
Пол (Пауль) Атрейдес (англ. Paul Atreides; МФА:[əˈtreɪdiːz]), также известный под именем Муад’Диб (10 175 — 10 217 A.G.) — персонаж книг Фрэнка Герберта «Дюна», «Мессия Дюны» и «Дети Дюны». Наследник аристократического рода Атрейдесов, который становится вождём и религиозным лидером народа пустынной планеты Арракис, а позже — правителем межпланетной империи.

## Биография
Сын герцога Лето Атрейдеса и его наложницы леди Джессики, принадлежащей ордену Бене Гессерит, родился на Каладане, родовой планете дома Атрейдесов.
Дом Атрейдесов получил от падишаха-императора Шаддама IV Коррино планету Арракис, ранее входившую во владения дома Харконненов, и Пол вместе с матерью и отцом отправился туда. Однако барон Владимир Харконнен, не желая отказываться от правления Арракисом, нападает на дом Атрейдесов и захватывает Лето, отца Пола, однако ему с матерью удаётся бежать.
По прибытии на Арракис был воспринят местным населением, фрименами, как мессия (Лисан аль-Гаиб и Махди). В сиетче Табр он принял имена Усул и Муад’Диб. Под его командованием фримены выиграли войну за планету Арракис, победив Харконненов и падишах-императора Шаддама IV.
После этих событий Пол женился на дочери падишах-императора, принцессе Ирулан, и стал императором известной вселенной, однако детей ему родила его наложница — Чани.
Лишился глаз в результате применения камнежога, однако, являясь Квисатц Хадерахом, мог видеть происходящее в настоящем, прошлом и вероятном будущем.
После рождения детей, своего наследника Лето II Атрейдеса и его сестры-близнеца, Ганимы Атрейдес, и смерти наложницы, Чани, Пол ушёл в пустыню и считался погибшим, но впоследствии вернулся в облике слепого проповедника. Был убит в конце книги «Дети Дюны» жрецами его сестры Алии во время произнесения речи с критикой культа своей личности и религии Алии.
В книге «Охотники Дюны» (Дюна-7) был воскрешён в виде гхола, иными словами, был клонирован.